# Scrixoxiu

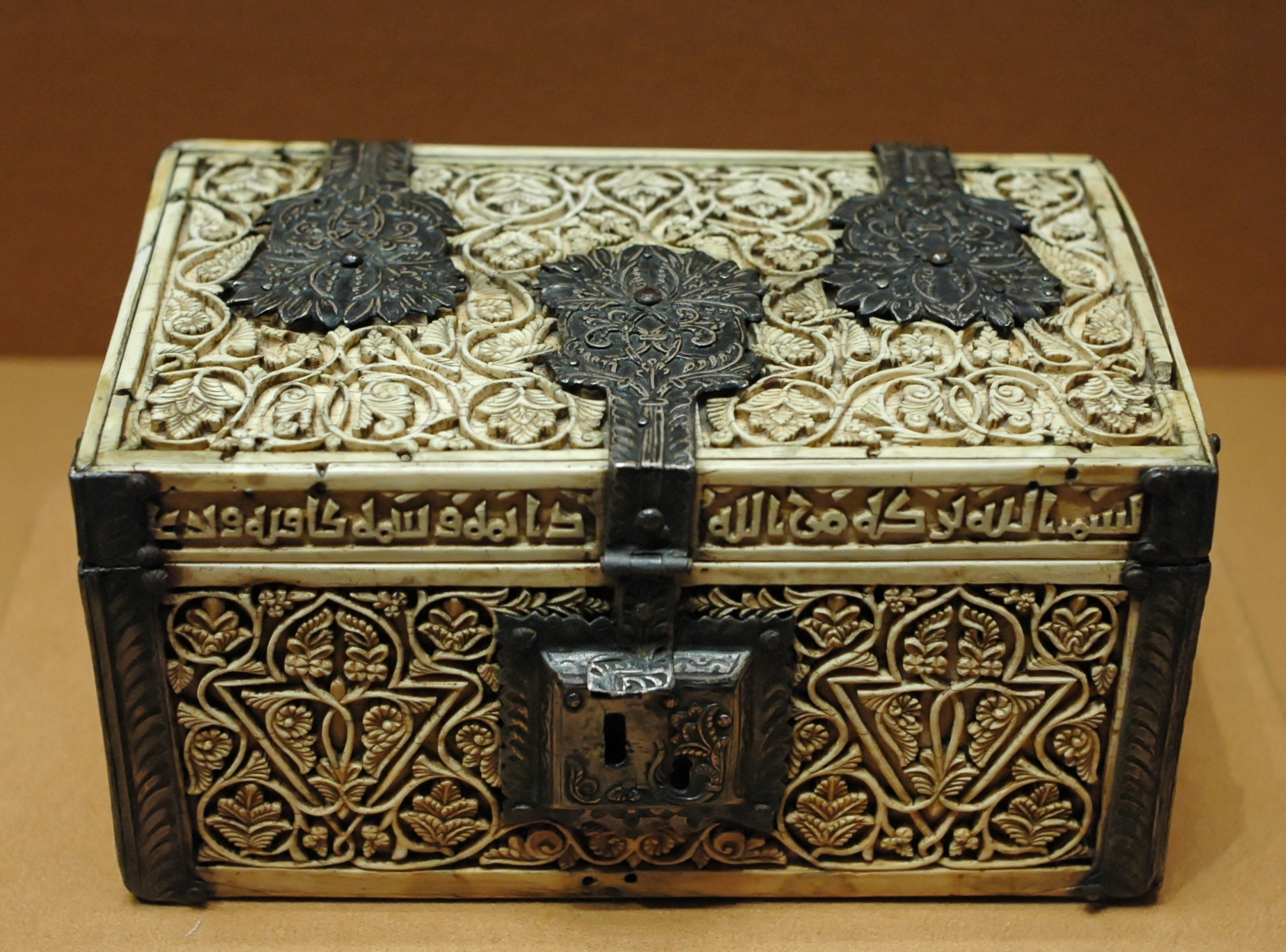
Lo Scrixoxiu viene solitamente rappresentato come uno scrigno

Lo scrixoxiu, nel folclore sardo, è uno scrigno o un grande tesoro.
L'ubicazione di uno scrixoxiu viene rivelata da uno spirito, di solito di un parente defunto. Il luogo dove si trova lo scrixoxiu non deve essere mai rivelato prima del suo recupero, altrimenti si trasformerà in cenere.
Nei tempi antichi si usava cementare nei muri o nel pavimento uno scrigno con dentro le monete d'oro, d'argento e altri oggetti preziosi. Forse è proprio da qui che è nata la leggenda.